# 上海大都市圈
上海大都市圈目前包括上海、江苏省的5个市（无锡、常州、苏州、南通、泰州）和浙江省的6个市（杭州、宁波、绍兴、舟山、嘉兴、湖州）以及安徽宣城共13个城市。
都市圈面积为5.6万平方公里、人口约7100万人，相当于英国或德国的人口；经济总量13万亿元GDP，大致占全国20％，位列全球经济体第13位，相当于韩国。

## 90分钟通勤圈
《上海市城市总体规划（2016—2040）》提出，将在交通通勤、产业分工、文化认同等方面与上海关系更加紧密的地区作为上海大都市圈的范围，形成90分钟交通出行圈，积极推动上海大都市圈同城化发展。

## “1+8+5”行动体系
“战略愿景—行动策略—项目库”路线图提到，上海都市圈要形成“1+8+5”行动体系。“1”是上海大都市圈发展的战略愿景；“8”是交通一体化、生态环境共保共治、市政基础设施、绿道、蓝网、文化、产业及合作机制等8大系统行动；“5”是环太湖、淀山湖、杭州湾、长江口、海洋港口等5大空间板块。